# Desaparición de Brandon Lawson
Brandon Lawson (Fort Worth, Texas; 18 de noviembre de 1986) fue un joven estadounidense que desapareció en la madrugada del 9 de agosto de 2013, luego de quedarse sin gasolina en un tramo solitario de la autopista 277, al sur de Bronte (Texas). Años después, se encontraron restos humanos en el área donde se le perdió la pista, confirmando su muerte.

## Desaparición
El 8 de agosto de 2013, Brandon Lawson de 26 años llegó a su casa en San Ángelo, en el estado de Texas, donde vivía con su novia desde hacía diez años y madre de sus tres hijos, Ladessa Lofton. Lawson también tenía una hija mayor de otra mujer. Entre aproximadamente las 22:45 y las 23:00 horas, Lawson y Lofton discutieron. Lawson no había regresado a casa la noche anterior, y Lofton creía que Lawson se había drogado. Lawson había tenido problemas continuos con el abuso de sustancias prohibidas, pero había estado limpio durante unos seis meses. El hermano de Lawson, Kyle Lawson, afirmó más tarde que Brandon había tomado metanfetaminas poco antes de su desaparición. Alrededor de las 23:30 horas, Brandon Lawson llamó a su padre en Crowley (Texas), a unas tres horas en coche de San Ángelo, y le dijo que iba a ir a su casa. A las 23:54, Lawson salió de su casa para ir a la casa de su padre, conduciendo su camioneta Ford F-150 plateada.
Alrededor de las 0:30 horas del ya 9 de agosto, Lawson llamó a Kyle y le dijo que se había quedado sin gasolina y que se había detenido en la Ruta 277 de los Estados Unidos, entre los términos municipales de San Ángelo y Bronte. Kyle afirmó que durante la llamada, Lawson le dijo que "Tres [improperios] me están persiguiendo fuera de la ciudad", y más tarde aclaró que eran "los mexicanos en el barrio". Kyle le preguntó si estaba alucinando, a lo que Lawson se negó. Kyle, junto con su mujer y su hijo de 4 años, condujo hasta la casa de Lofton y recuperó un contenedor de combustible. Kyle dijo que siguieron haciéndose llamadas, pero Lawson no mantenía una conversación con él, normalmente terminaba la llamada tras unas pocas frases. A las 0:50 horas, Lawson llamó al 911, que sonó en una residencia de ancianos local en Robert Lee, Texas, y dijo al operador que se había quedado sin gasolina y que necesitaba a la policía. Durante la llamada, Lawson hizo varias declaraciones confusas o incoherentes, incluyendo: "Sí, estoy en medio de un campo [inaudible] detuvo a unos tipos, justo aquí yendo hacia Abilene, a ambos lados", y "Mi camioneta se quedó sin gasolina. Hay un coche aquí. El tipo está persiguiendo [inaudible] al bosque. Por favor, ¡date prisa!". Varios minutos después, a las 0:56 horas, un camionero llamó al 911 para informar de que la camioneta de Lawson estaba aparcada de forma peligrosa en la carretera.
Entre las 0:50 y 1:15 horas, Lawson recibió e hizo varias llamadas con su hermano, su novia, su vecino y el operador del 911, aunque la mala recepción de su teléfono móvil hizo que varias de estas llamadas fueran directamente al buzón de voz, y después de las 1:19 horas, todas las llamadas a su teléfono fueron directamente al buzón de voz. Alrededor de las 1:18, Kyle llamó a Lawson, que sonaba sin aliento y dijo que estaba sangrando. Poco después de la una de la madrugada, Kyle llegó a la camioneta alrededor de la 1:10 de la noche. En ese momento, estaba hablando por teléfono con Lawson, quien le dijo "Puedo verte; estoy aquí mismo", pero ni el ayudante del sheriff ni Kyle podían verlo. En el momento de la desaparición, Lawson tenía una orden de arresto activa contra él, y Kyle pensó que podría haber estado escondiéndose del ayudante del sheriff. Después de hablar con el agente, Kyle condujo una corta distancia por la carretera y aparcó el coche para esperar a que Lawson apareciera, aunque después de unos 30 a 45 minutos, se marchó. Kyle dejó la lata de gasolina en la parte trasera de la camioneta y más tarde volvió junto al vehículo sobre las 5 de la madrugada, donde se sorprendió de que Lawson no había regresado. Alrededor de las 8 de la mañana, la camioneta fue remolcada.

## Hechos posteriores
Tras su desaparición, un ayudante del sheriff local organizó un grupo de búsqueda y pasó varias horas investigando la zona cercana a la camioneta de Lawson, pero no encontró señales del hombre. Los amigos y familiares de Lawson crearon una página de Facebook llamada "Help Find Brandon Lawson", que, en 2022, tenía más de 26 000 me gusta.
El 4 de febrero de 2022, la familia de Lawson informó en dicha página de Facebook que un grupo de búsqueda había localizado ropa identificada como la de Lawson cerca de su última ubicación conocida y que los Rangers de Texas habían realizado posteriormente una búsqueda en la zona y habían encontrado algunos restos humanos. Su escasez y exposición a los elementos durante tanto tiempo dificultaron la obtención de muestras válidas de ADN.
El 25 de diciembre de 2024, la novia de Lawson, Ladessa, publicó en la página de Facebook que los análisis de ADN finalmente habían arrojado un resultado positivo, confirmando su muerte.